# Mikromontage
Im Arbeitsstudium werden unter Mikromontage alle Montage-Arbeitsvorgänge wie Montieren, Justieren und Prüfen verstanden, die entweder feingesteuerte Bewegungsvorgänge verlangen oder mit Hilfe von Seh- oder Handhabungshilfen durchgeführt werden.